# New York Mets
New York Mets este un club profesionist de baseball din Queens, New York City care evoluează în Liga Națională de Baseball, Divizia de Est. Echipa a fost fondată în 1962 și până în prezent are în palmares 5 titluri în Divizia de Est (1969, 1973, 1986,1988, 2006) , 4 titluri în Liga Națională (1969, 1973, 1986, 2000) și 2 titluri World Series (1969, 1986). Stadionul pe care New York Mets își dispută meciurile de acasă se numește Citi Field.